# Третье отделение

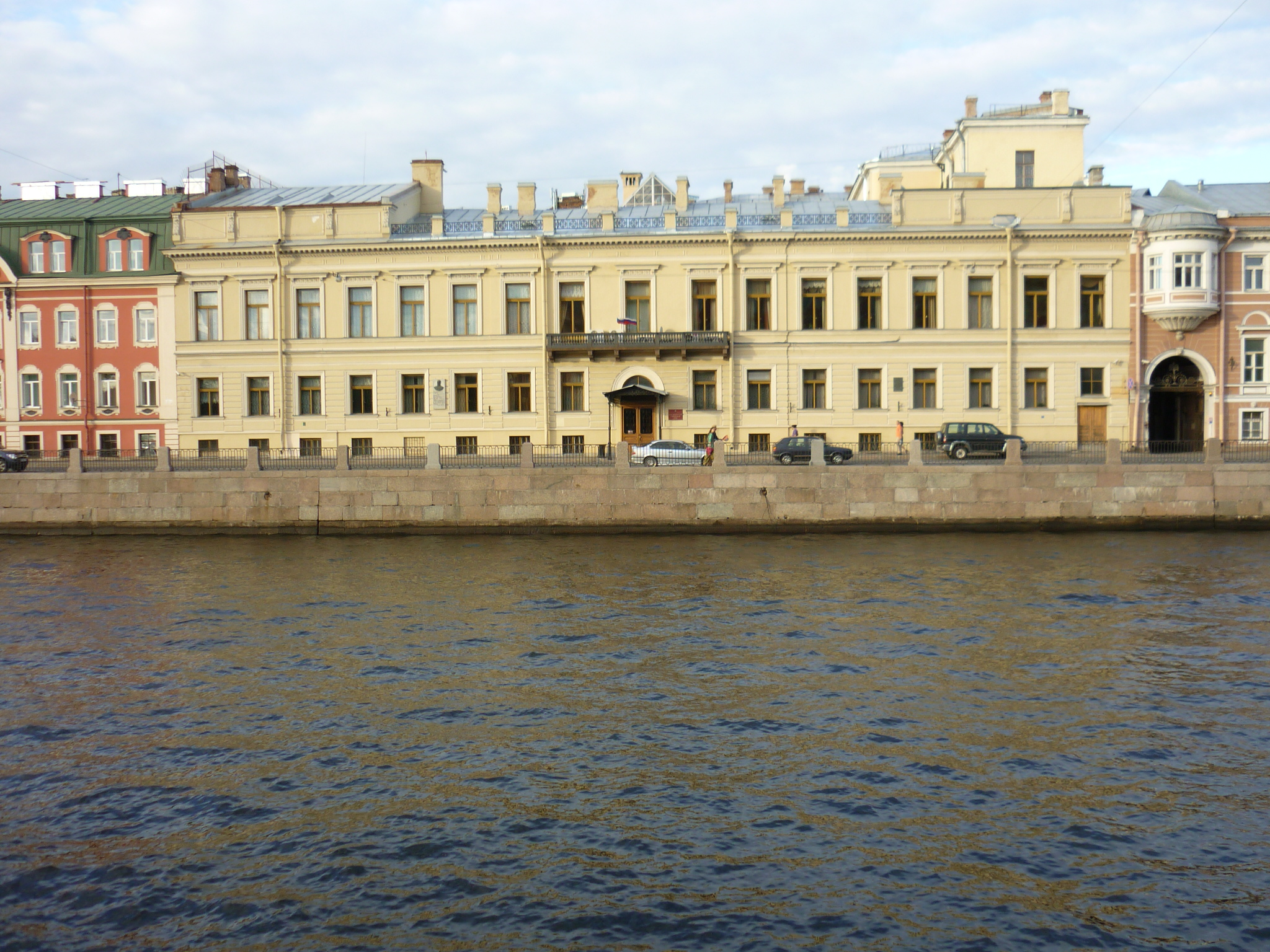
Здание штаба Отдельного корпуса жандармов, где после 1838 года помещалось Третье отделение

Третье отделение Собственной Его Императорского Величества канцелярии — высший орган политической полиции Российской империи в правление Николая I и Александра II (с 1826 по 1880 годы). Занимался надзором за политически неблагонадёжными лицами и сыском. Исполнительным органом третьего отделения был Отдельный корпус жандармов. Во главе отделения стоял главноуправляющий (т. н. шеф жандармов).
По своему значению отделения императорской канцелярии приравнивались к министерствам.

## Создание
После восстания декабристов и восшествия на престол императора Николая I императорская канцелярия была разделена на функционально обособленные отделения. В числе прочих 3 (15) июля 1826 года было создано и Третье отделение во главе с А. Х. Бенкендорфом.
Различные учреждения для специального преследования и расправы по политическим преступлениям существовали ещё в XVIII веке. Таковы были при Петре I и Екатерине I Преображенский приказ и Тайная канцелярия, слившиеся потом в одно учреждение; при Анне Иоанновне и Елизавете Петровне — Канцелярия тайных розыскных дел; в конце царствования Екатерины II и при Павле I — Тайная экспедиция. При Александре I существовала Особая канцелярия, сначала при Министерстве полиции, а потом при Министерстве внутренних дел. Учреждения эти от времени до времени то смягчались в своей форме, то совершенно отменялись, как при Петре II, Петре III и в начале царствования Екатерины II.
25 июля 1826 года император Николай I подписал указ об учреждении новой должности шефа жандармов с назначением на неё начальника 1-й кирасирской дивизии генерал-адъютанта (впоследствии графа) А. Х. Бенкендорфа и подчинением ему всех жандармов, как состоящих при войсках (Жандармский полк), так и числившихся по Корпусу внутренней стражи (Жандармские команды). Несколько ранее, 3 июля 1826 года Особая канцелярия Министерства внутренних дел была преобразована Высочайшим указом в самостоятельное учреждение под названием Третьего Отделения Собственной Е. И. В. канцелярии, отданной под главное начальство того же Бенкендорфа. Таким образом, высшая полиция и жандармская часть соединялись под начальством одного лица.
В основании Отделения сыграли важную роль, с одной стороны, политические события того времени (и прежде всего восстание декабристов), а с другой — убеждение императора в могуществе административных воздействий не только на государственную, но и на общественную жизнь. В распоряжение Третьего отделения было передано здание на набережной Мойки, 56 (не сохранилось). Граф А. Х. Бенкендорф оставался главным начальником Отделения до самой своей смерти (15 сентября 1844); преемником его был князь Алексей Фёдорович Орлов (с 17 сентября 1844 по 5 апреля 1856 года).

## Функции

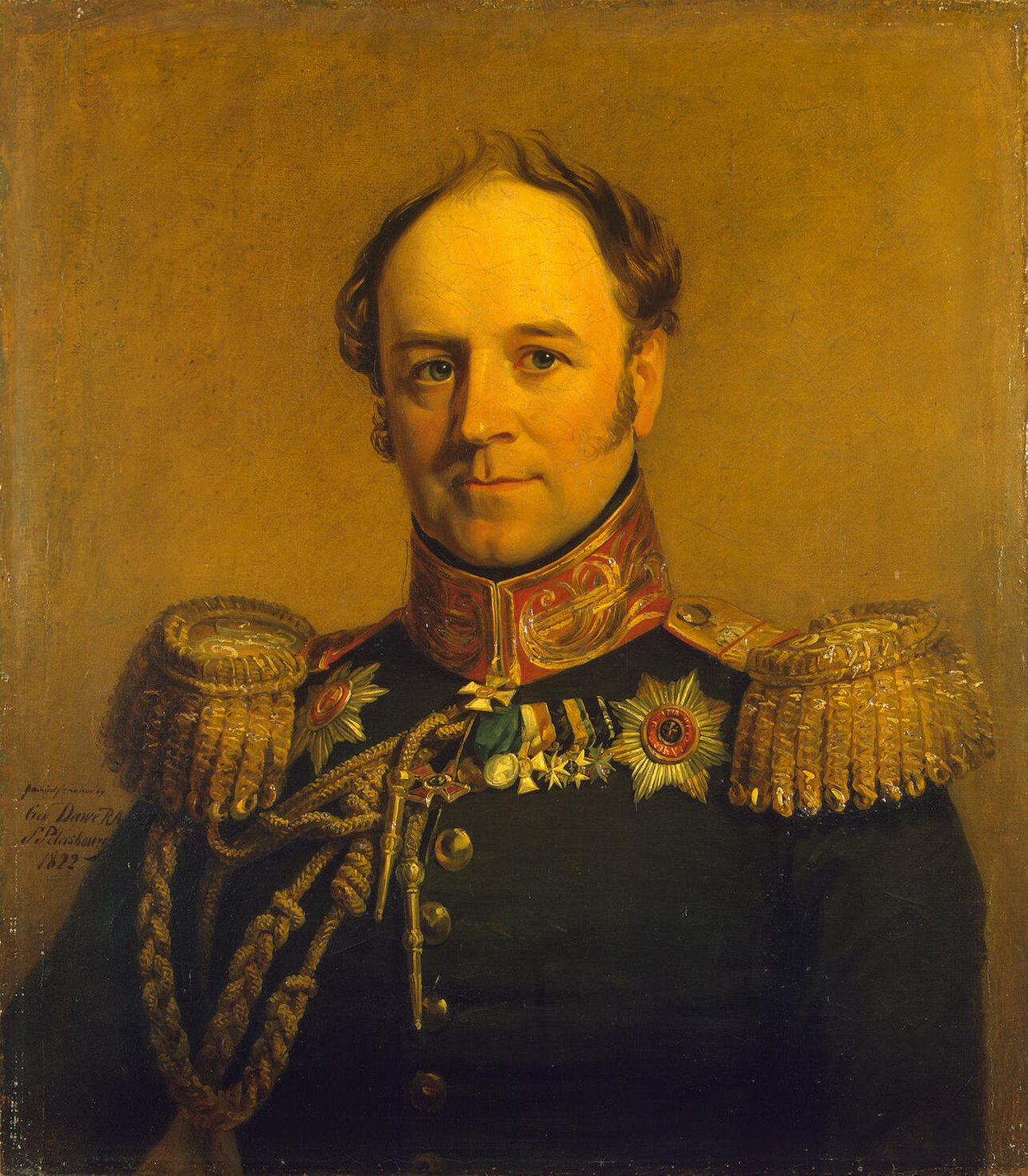
А. Х. Бенкендорф

Круг ведения нового учреждения в указе 1826 года был определён так:

1. Все распоряжения и известия по всем вообще случаям высшей Полиции;
2. Сведения о числе существующих в Государстве разных сект и расколов;

3. Известия об открытиях по фальшивым ассигнациям, монетам, штемпелям, документам и пр. коих разыскание и дальнейшее производство остаются в зависимости Министерств: Финансов и Внутренних дел;

4. Сведения подробные о всех людях, под надзором Полиции состоящих, равно и все по сему предметы распоряжения;

5. Высылка и размещение людей подозрительных и вредных;

6. Заведование наблюдательное и хозяйственное всех мест заключения, в коих заключаются Государственные преступники;

7. Все постановления и распоряжения об иностранцах, в России проживающих, в пределы государства прибывающих и из оного выезжающих;

8. Ведомости о всех без исключения происшествиях;

9. Статистические сведения, до Полиции относящиеся.

Третье Отделение занималось сыском и следствием по политическим делам, осуществляло цензуру (до 1865), боролось со старообрядчеством и сектантством, ведало политическими тюрьмами, расследовало дела о жестоком обращении помещиков с крестьянами, позднее надзирало за революционерами и антиправительственно настроенными общественными деятелями. Каждый год сотрудники отделения составляли для императора обзоры общественно-политической жизни.
В инструкции Бенкендорфа чиновнику III Отделения целью отделения провозглашается «утверждение благосостояния и спокойствия всех в России сословий, восстановление правосудия». Чиновник III Отделения должен был следить за потенциально возможными беспорядками и злоупотреблениями во всех частях управления и во всех состояниях и местах; наблюдать, чтобы спокойствие и права граждан не могли быть нарушены чьей-либо личной властью или преобладанием сильных или пагубным направлением людей злоумышленных; чиновник имел право вмешиваться в тяжбы до их окончания; имел надзор за нравственностью молодых людей; должен был узнавать «о бедных и сирых должностных людях, служащих верой и правдой и нуждающихся в пособии», и т. п. Граф Бенкендорф даже не находил «возможности поименовать все случаи и предметы», на которые должен обратить внимание чиновник III Отделения при исполнения своих обязанностей, и предоставлял их его «прозорливости и усердию». Всем ведомствам было предписано немедленно удовлетворять все требования чиновников, командируемых III Отделением. В то же время чиновникам предписывалось действовать мягко и осторожно; замечая незаконные поступки, они должны были «сначала предварять начальных лиц и тех самых людей и употребить старания для обращения заблудших на путь истины и затем уже обнаружить их худые поступки пред правительством».

## Структура
Отделение, занимавшее с 1838 г. бывший особняк В. П. Кочубея (набережная Фонтанки, 16), подразделялось на экспедиции. Первоначально было 4 экспедиции; в 1828 году была введена должность цензора, в 1842 году учреждена V (цензурная) экспедиция. Личный состав Третьего Отделения в 1826 году был определён в 16 человек, в 1829 году — в 20 человек, в 1841 году — 27, в 1856 — 31, в 1871 — 38, в 1878 — 52. К концу правления Александра II в отделении трудилось 72 человека, не считая секретных агентов.
Организационная структура III Отделения получила более сложный вид 28 марта 1839 года вследствие присоединения к нему Корпуса жандармов, причем оба управления, III Отделение Собственной Его Императорского Величества канцелярии и Штаб Корпуса жандармов, под главным ведением генерал-адъютанта графа Бенкендорфа подчинялись Свиты Его Величества генерал-майору Леонтию Дубельту, с именованием его «начальником Штаба Корпуса жандармов и управляющим III Отделением Собственной Его Императорского Величества канцелярии». При отделении была предусмотрена особая юрисконсультская часть.
В 1847 году был организован архив III отделения, где хранились дела всех экспедиций, доклады и отчёты императору, а также приложения к делам (например, вещественные доказательства).

### Список экспедиций

#### I экспедиция
Ведала всеми политическими делами — «предметами высшей полиции и сведениями о лицах, состоящих под полицейским надзором».
Через I экспедицию проходили дела, имевшие «особо важное значение», независимо от их принадлежности к сфере деятельности других экспедиций. Экспедиция занималась предупреждением преступлений против императора, обнаружением тайных обществ и заговоров, ведала наблюдением за общественным мнением («состоянием умов») и составлением общих и частных обозрений важнейших событий в стране («всеподданнейших» докладов), наблюдением за общественным и революционным движением, деятельностью отдельных революционеров, общественных деятелей, деятелей культуры, литературы, науки; организацией политического сыска и следствия, осуществлением репрессивных мер (заключение в крепость, ссылка на поселение, высылка под надзор полиции), надзора за состоянием мест заключения. Экспедиция занималась сбором сведений о злоупотреблениях высших и местных государственных чиновников, ходе дворянских выборов, рекрутских наборов, сведений об отношении к России иностранных государств (до середины 1866). Позднее в I экспедиции остались лишь дела об «оскорблении членов царской фамилии».

#### II экспедиция
Занималась раскольниками, сектантами, фальшивомонетчиками, уголовными убийствами, местами заключения и «крестьянским вопросом» (разыскание и дальнейшее производство дел по уголовным преступлениям оставалось за Министерствам внутренних дел; связанные с фальшивомонетчиками — за Министерством финансов).
Осуществляла надзор за деятельностью в России различных религиозных конфессий, распространением религиозных культов и сект, а также административно-хозяйственным заведованием общегосударственными политическими тюрьмами: Алексеевским равелином, Петропавловской крепостью, Шлиссельбургской крепостью, Спасо-Евфимиевым монастырем и Шварцгольмским домом. Организовывала борьбу с должностными и особо опасными уголовными преступлениями. Собирала сведения о деятельности общественных организаций, культурных, просветительских, экономических, страховых обществ, о различных изобретениях, усовершенствованиях, открытиях, а также о появлении фальшивых денег, документов и т. п. Занималась рассмотрением жалоб, прошений, доносов и составлением докладов по ним. Осуществляла надзор за решением гражданских дел о разделах земель и имущества, случаях супружеской неверности и др. Занималась комплектованием штатов III Отделения и распределением обязанностей между структурными подразделениями.

#### III экспедиция
Занималась специально иностранцами, проживающими в России, и высылкой неблагонадёжных и подозрительных людей.
С 1826 года до середины 1866 экспедиция осуществляла наблюдение за пребыванием иностранцев в России, контроль за их приездом и отъездом, выполняя функции контрразведки. С середины 1866 года к III экспедиции перешли также функции I экспедиции по наблюдению за общественным и революционным движением и производству дознаний по политическим делам. С 1873, в связи с ликвидацией IV экспедиции, её функции по сбору сведений о происшествиях на территории России (в том числе на железных дорогах) были также возложены на III экспедицию.

#### IV экспедиция
Вела переписку о «всех вообще происшествиях», ведала личным составом, пожалованиями; занималась надзором за периодической печатью.
Осуществляла сбор информации о всех важных событиях в стране: выступлениях крестьян, волнениях в городах, мероприятиях правительства по крестьянскому вопросу и т. д. В IV экспедицию поступали сведения о видах на урожай, снабжении населения продовольствием, о ярмарках, ходе торговли и др., а также донесения из действующей армии во время военных действий, о столкновениях и инцидентах на границах Российской империи. Экспедиция руководила борьбой с контрабандой, проводила сбор материалов о злоупотреблениях местной администрации, сведений о происшествиях (пожарах, наводнениях и других бедствиях, уголовных преступлениях и т. д.). Ликвидирована в 1873 году.

#### V экспедиция
Создана 23 октября 1842 года, занималась специально цензурой.
V экспедиция ведала драматической (театральной) цензурой, надзором за книгопродавцами, типографиями, изъятием запрещённых книг, надзором за изданием и обращением публичных известий (афиш), составлением каталогов пропущенных из-за границы книг, разрешением издания новых сочинений, переводов, наблюдением за периодическими изданиями.

## Расформирование
В связи с ростом революционной (террористической) активности, обуздать которую Третье отделение было не в состоянии (в 1878 году террористы убили шефа жандармов Мезенцова), указом 12 февраля 1880 года была учреждена Верховная распорядительная комиссия по охранению государственного порядка и общественного спокойствия под главным начальством графа М. Т. Лорис-Меликова, и ей временно подчинено III Отделение вместе с корпусом жандармов. Указом 6 августа того же года Верховная распорядительная комиссия была закрыта и III Отделение Собственной Е. И. В. канцелярии упразднено с передачей дел в Департамент государственной полиции, образованный при Министерстве внутренних дел.
Своей первоначальной цели III Отделение не достигло — не уничтожило ни взяток, ни казнокрадства, не прекратило «беззаконий», хотя граф Бенкендорф надеялся на их прекращение, раз «преступные люди будут удостоверены, что невинным жертвам их алчности проложен прямой и кратчайший путь к покровительству государя». Своим неограниченным и нередко произвольным вмешательством в самые различные дела, исходившим из недоверия к малейшим проявлениям сколько-нибудь независимого мнения, выражаемого устно или письменно (даже в научных сочинениях), Третье отделение скоро стало для общества предметом недоверия и страха.

## Руководители
Главноуправляющие

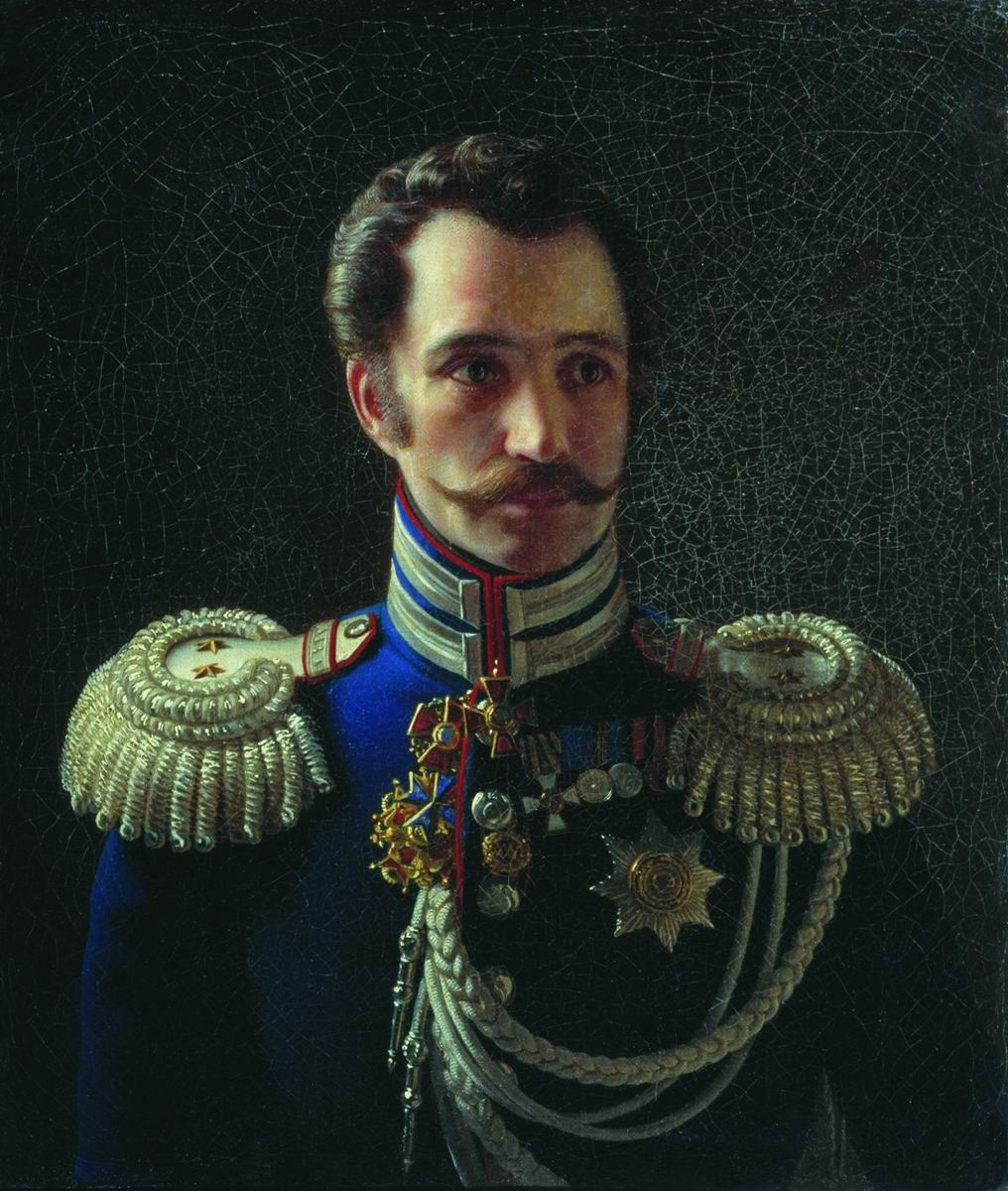
Генерал Дубельт, управляющий Третьим отделением в 1839—56 годах. Портрет работы художника А. В. Тыранова.

- 1826—1844 граф Бенкендорф, Александр Христофорович
- 1845—1856 граф Орлов, Алексей Фёдорович
- 1856—1866 князь Долгоруков, Василий Андреевич
- 1866—1874 граф Шувалов, Пётр Андреевич
- 1874—1876 Потапов, Александр Львович
- 1876—1878 Мезенцов, Николай Владимирович
- 1878—1880 Дрентельн, Александр Романович
- март-август 1880 Черевин, Пётр Александрович

Управляющие
- 1826—1831 Фок, Максим Яковлевич фон
- 1831—1839 Мордвинов, Александр Николаевич
- 1839—1856 Дубельт, Леонтий Васильевич
- 1856—1861 Тимашев, Александр Егорович
- апрель—октябрь 1861 граф Шувалов, Пётр Андреевич
- 1861—1864 Потапов, Александр Львович
- 1864—1871 Мезенцов, Николай Владимирович
- 1871—1878 Шульц, Александр Францевич
- 1878—1880 Шмит, Никита Конрадович (Кондратьевич)

Начальники штаба корпуса жандармов
- 1835—1856 Дубельт, Леонтий Васильевич
- 1856—1861 Тимашев, Александр Егорович
- апрель-октябрь 1861 граф Шувалов, Пётр Андреевич
- 1861—1864 Потапов, Александр Львович
- 1864—1871 Мезенцов, Николай Владимирович
- 1871—1874 Левашов, Николай Васильевич
- 1874—1876 Мезенцов, Николай Владимирович
- 1876—1877 Никифораки, Антон Николаевич
- 1878 Селивёрстов, Николай Дмитриевич
- 1878—1880 Черевин, Пётр Александрович